# 趙括
趙 括（ちょう かつ、紀元前290年 - 紀元前260年）は、中国戦国時代の趙の武将。名将といわれた趙奢の子だが、長平の戦いで秦の白起将軍に敗れ、戦死した。

## 紙上談兵（紙上に兵を談ず）
幼少時より兵学に通じており、時には兵法論議で父の趙奢を論破したこともあったが、趙奢は決して趙括を認めなかった。妻が理由を尋ねると「戦とは生死のかかったものであるのに、括は無造作に論じている。任用されずに済めばよいが、将になったら趙の軍は括によって必ず破滅するだろう」と趙奢は返答したという。
長平の戦いにおいて、当初の趙軍は名将廉頗の指揮でよく防戦していた。これに対して秦軍は2年経っても破ることができず、遠征軍であるが故に徐々に疲労が溜まり、士気が低下していた。戦局打開のために秦の宰相范雎が一計を案じ、「秦軍は老人の廉頗よりも、兵法の名家たる趙括が指揮を執ることを恐れている」という流言を広めると、趙の孝成王は、兵数では大きく勝るのに積極策を取らない廉頗に対して不満を持っていたこともあり、これを信じて趙括へ総大将を交代させようとする。これを知った趙の重臣の藺相如は死期の迫った病の身を厭わず参内し「趙括は兵法書を丸暗記しているだけの未熟者、実戦での臨機応変の重要さを理解していません」と諌めたばかりか、趙括の母までもが亡夫の遺言をもとに「人の命を軽んじる括では、将軍の命に耐えられません」と孝成王へ直訴した。
孝成王が息子の栄達を阻害する親などいるのか、と思い趙括の母にその理由を問うと、「私は趙奢の妻として、将というものを見ております。夫はいささかも奢ることなく、自ら酒食を勧めた部下は数十人、友として親しく交わった人は数百人に上りました。頂いた恩賞は残らず部下に分け与え、出陣の命を受けてからは家のことを省みませんでした。一方、括は部下へは威張り散らすだけで、下賜品は全て仕舞い込み他人には渡さず、日々値上がりしそうな物件ばかり見繕っています。こんな様ではとても父に及びません」と述べたが、それでも孝成王は容れなかった。「では、どうしても括を用いられるのならば、どんな結果でも一族などに罪を及ばせぬように願います」との趙括の母の願いだけは認めた。
前線に到着した趙括は、廉頗の戦法を支持する将達を更迭し、兵法書の通りに兵を配置し直した。そして持久戦法から一転して秦軍に対し攻勢を仕掛けた。しかし秦も、趙の総大将が趙括に代わることを聞いて、密かに総大将を王齕から歴戦の勇将である白起将軍に変え、待ち構えていた。そして趙軍は白起の偽装撤退戦術にかかり、深追いして軍勢が伸びきった所を伏兵で分断され、指揮系統を失って混乱に陥り大敗を喫する。さらに秦軍の包囲によって糧道を断たれた趙軍40万は飢えに瀕し、味方を殺しあって人肉を奪い合う窮状に陥った。趙括は僅かに残った健常な兵を率いて秦軍への突撃を敢行したが、あえなく矢で射殺され、疲弊の極みに加えて統率を失った趙軍は降伏した。

しかし秦も国力を使い切っており、20万人もの投降兵を養うだけの食料は無く、連れ帰ることもできない。かといって帰せば恨みをもって向かってくるだろう、と白起の判断によって240人の少年兵を残しすべてが生き埋めにされた。このため趙は国力が大幅に低下し、その滅亡を早めることになる。

## 後世
趙括はしばしば「丸暗記するだけで、その応用を知らない」例として引き合いに出される。
そして「紙上に兵を談ず」という故事成語となった。